# Károly Takács
Károly Takács, född 21 januari 1910 i Budapest, död 5 januari 1976 i Budapest, var en ungersk sportskytt.
Takács blev olympisk guldmedaljör i snabbpistol vid sommarspelen 1948 i London.